# Markart Merklin
 Markart Merklin  (* in Heilbronn; † 1461 ebenda) war in den Jahren 1438, 1445 und 1450 Bürgermeister der Reichsstadt Heilbronn. 

## Leben und Wirken

### Bürgermeister
Erstmals wird der Bürgermeister Markart Merklin im Jahre 1438 erwähnt. Damals erwirken die Heilbronner Bürgermeister Erer und Markart Merklin einen Leistungstitel für Heinrich von Remchingen gegen den jüd. Bürger Fifel zu Heilbronn, Kleinodien herausgeben zu müssen. Am 24. April 1442 verspricht der Bürgermeister „Marquard“ Merklin als Vertretungsbefugter Heilbronns im Rechtsstreit Eberhard Esslingers mit der Stadt Heilbronn das Urteil einzuhalten. Am 30. Mai 1442 ist „Marquard“ Merklin gemeinsam mit Ulrich Nenninger als Bürgermeister Vertretungsbefugter der Stadt in einem Rechtsstreit zwischen Heilbronn und Matin Göler von Ravensburg. Am 28. Mai 1445 ist Markart Merklin als Bürgermeister für den Freitag nach Fronleichnamstag Bevollmächtigter der Stadt Heilbronn und am 25. Februar 1450 wird Bürgermeister Markart Merklin gebeten, Johann Salzmann aus der Inhaftierung zu entlassen. Am 7. Januar 1461 gibt ein gewisser Kollenberg vor den Altbürgermeistern Merklin und Hans Kriech zur Aussage, dass er mit dem Spielen aufhören wolle, ansonsten verfalle sein Vermögen an seine Frau und Kinder.